# 関都駅
関都駅（せきとえき）は、福島県耶麻郡猪苗代町大字関都字南切立（みなみきりたて）にある、東日本旅客鉄道（JR東日本）磐越西線の駅である。駅名は付近の2つの集落の名前（関脇〈せきわき〉と都沢〈みやこざわ〉）を合成したものである。

## 歴史
- 1899年（明治32年）7月15日：岩越鉄道の駅として開業[3]。
- 1906年（明治39年）11月1日：岩越鉄道が国有化[3]。
- 1961年（昭和36年）10月1日：貨物の取り扱いを廃止[4]。
- 1972年（昭和47年）9月1日：荷物の取り扱いを廃止[5]。旅客の取り扱いについては駅員無配置駅となる[6]（運転要員のみ配置[7]）。
- 1983年（昭和58年）3月10日：磐越西線のCTC化に伴い、駅無人化。
- 1987年（昭和62年）4月1日：国鉄分割民営化により、JR東日本の駅となる[8]。
- 2001年（平成13年）12月：駅舎を改築[2]。
- 2024年（令和6年）10月1日：えきねっとQチケのサービスを開始[1][9]。

## 駅構造
相対式ホーム2面2線を有する地上駅である。互いのホームは構内踏切で連絡している。駅舎側（1番線）が通過線となる一線スルーの構造である。上下列車とも主に1番線を使用する。
会津若松駅管理の無人駅である。元は民家風の駅舎を持っていたが、解体され2001年（平成13年）にレンガ風の新駅舎に改築された。ホームにはひと抱えもある老木が並び、特色となっている。

### のりば
| 番線 | 路線      | 方向 | 行先                 |
| ---- | --------- | ---- | -------------------- |
| 1    | ■磐越西線 | 上り | 郡山方面             |
| 1・2 | ■磐越西線 | 下り | 会津若松・喜多方方面 |

- 2番線は列車交換時のみ使用

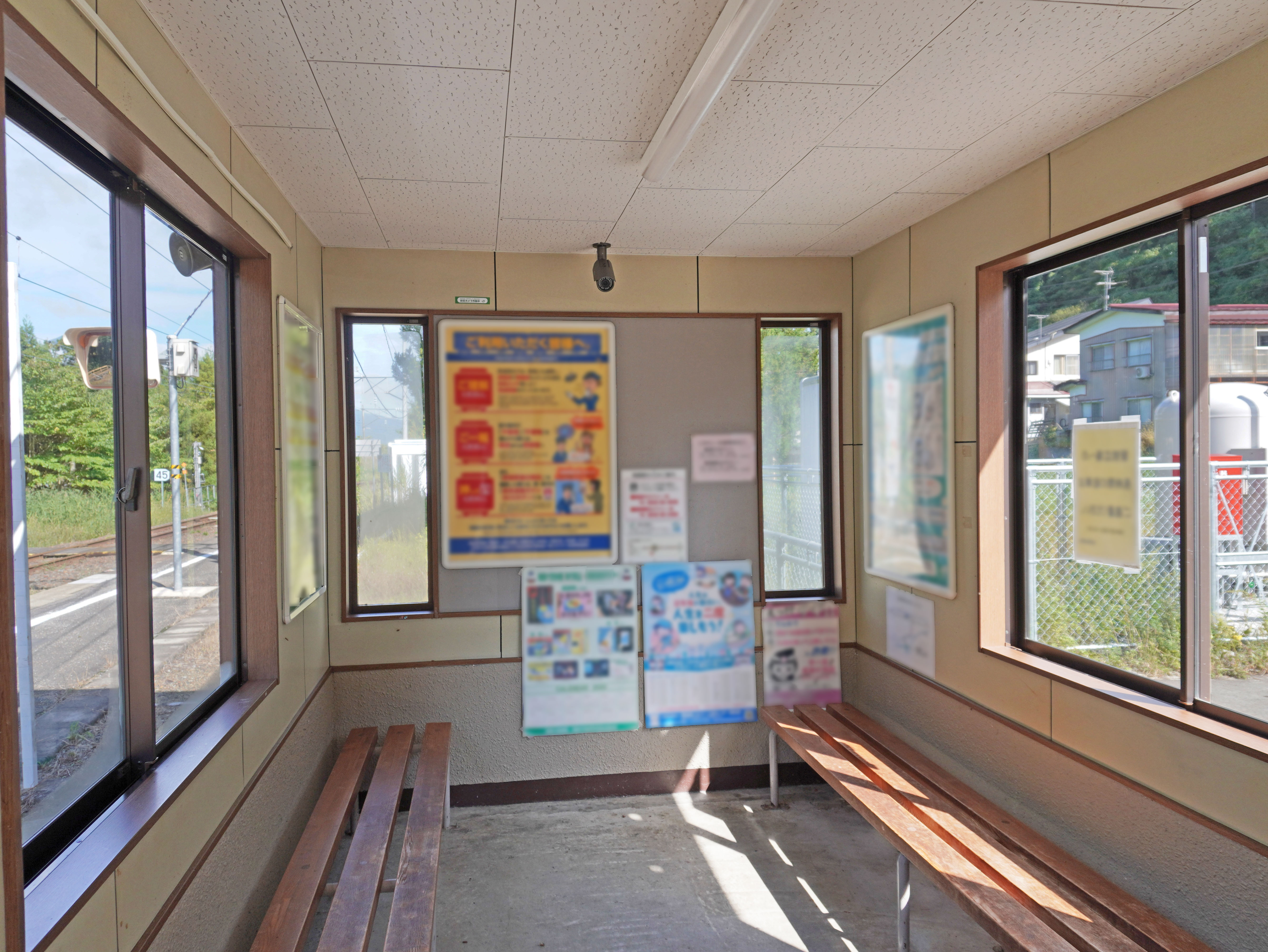
待合室（2022年9月）
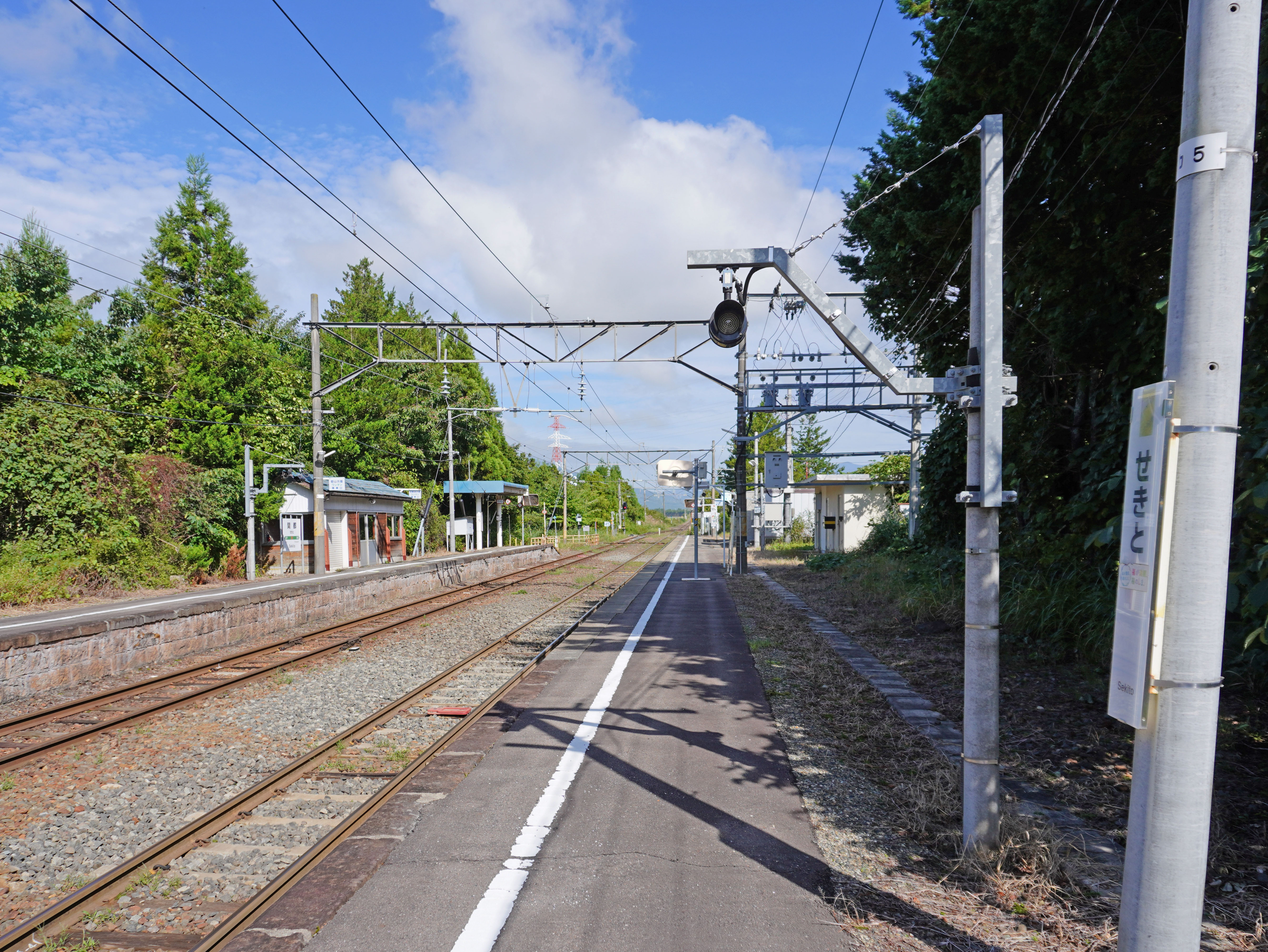
ホーム（2022年9月）
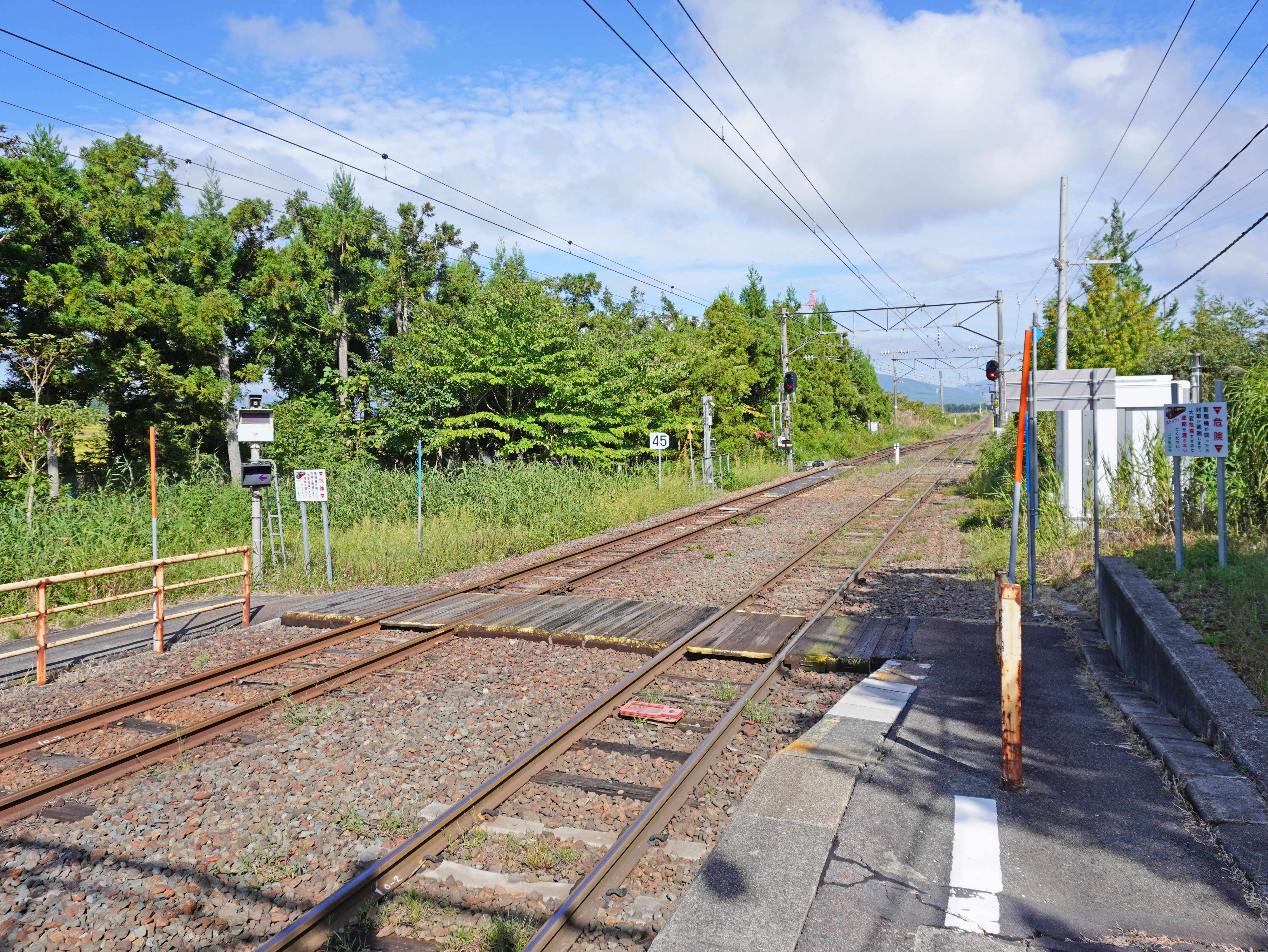
構内踏切（2022年9月）

## 利用状況
2000年度（平成12年度）- 2004年度（平成16年度）の1日平均乗車人員の推移は以下のとおりであった。
| 乗車人員推移       | 乗車人員推移     | 乗車人員推移 |
| 年度               | 1日平均 乗車人員 | 出典         |
| ------------------ | ---------------- | ------------ |
| 2000年（平成12年） | 49               | [ 11 ]       |
| 2001年（平成13年） | 58               | [ 12 ]       |
| 2002年（平成14年） | 49               | [ 13 ]       |
| 2003年（平成15年） | 38               | [ 14 ]       |
| 2004年（平成16年） | 36               | [ 15 ]       |

## 駅周辺
- 国道49号
- 福島県道202号関都停車場金田線
- 福島県道322号壷楊本町線
- 月輪郵便局[16]

## 隣の駅
東日本旅客鉄道（JR東日本）
■磐越西線
□快速（「あいづ」を含む）
通過
■普通
上戸駅 - （臨）猪苗代湖畔駅（休止中） - 関都駅 - 川桁駅